# Fajtanévvé vált védjegy
A fajtanévvé vált védjegy olyan megjelölés, amely korábban védjegyoltalom alatt állt, de a védjegy  a bejelentése óta elvesztette megkülönböztető képességét, generikus fogalommá, köznévvé, más szóval közkinccsé vált. Nyelvészeti szempontból a védjegyszó köznevesülését jelenti. Természetesen ez a jelenség védjegyoltalom alatt nem álló márkanevekkel is előfordulhat.
Ha valaki úgy véli, hogy egy védjegyoltalom alatt álló megjelölés elvesztette a megkülönböztető képességét (tehát fajtanévvé vált), az illeték hatóságnál (Magyarországon a Szellemi Tulajdon Nemzeti Hivatalánál) eljárást indíthat az adott védjegy oltalmának megszüntetését, a megkülönböztető képesség megszűnése címén. 

## Védjegy és fajtanév

### Fajtanév
A fajtanév fogalmát a védjegytörvény sajátos értelemben használja.
A fajtanév olyan szó vagy szóösszetétel (a továbbiakban együtt: szó), amely nem alkalmas védjegyoltalomra, tehát amelynek védjegyként való oltalmát a védjegytörvény kizárja.
A fajtanév azért nem alkalmas védjegyoltalomra, mert olyan szó, amely úgy nevez meg egy árut vagy szolgáltatást (a továbbiakban együtt: árut), hogy egyáltalán nem utal az előállító (forgalomba hozó, a szolgáltatást nyújtó) vállalatra.
Nem fajtanév ezzel szemben az a védjegyoltalom alatt álló szó, amely ugyan egyértelműen megnevez egy vagy több árut, azonban egyúttal a védjegyjogosultra (előállítóra stb.) is utal.
A fajtanév értelmezésénél mindig figyelemmel kell lenni az árujegyzékre, azaz  eltérő áru esetén a fajtanévben foglalt szó alkalmas lehet védjegyoltalomra.
Például:
- Lotto – szerencsejátékra, lottószelvényre fajtanév, de ruházati termékekre védjegyként lajstromozható;
- Parabola – antennákra fajtanév, de TV-műsor szolgáltatására védjegyként lajstromozható;
- Poison (magyarul: méreg) – mérgező vegyi anyagokra nem, de parfümre védjegyként lajstromozható.

### Egy védjegy fajtanévvé válásának folyamata
Fajtanévvé válhat egy védjegy, ha a védjegyjogosult hagyja, hogy széles körben fajtanévként használják védjegyét, amely ily módon – szaknyelven – elveszíti megkülönböztető képességét. Ez történt például a fridzsider (eredetileg Frigidaire) szóval.
A védjegyjogosult maga is közreműködhet a fajtanévvé válásban. Így például a Henkel cég rövid idő után felhagyott a Silan védjeggyel ellátott termék reklámozásánál a "szilanizáltam" szó használatával.
A védjegyjogosultak egy része  nagy figyelmet fordít arra, hogy megakadályozza védjegye megkülönböztető képességének elveszítését.
A fajtanévvé válási folyamat ugyanis bizonyos ideig visszafordítható. Például a védjegyjogosult hirdetésekben hívja fel a figyelmet arra, hogy a megjelölésre védjegyoltalommal rendelkezik. Megtörtént, hogy  a „zsilett” szót az 1950-es–1970-es években általában az „önborotvapenge” fajtaneveként használták Magyarországon – a Gillette cég termékei ekkor nem voltak elérhetők. Amióta azonban a Gillette védjeggyel ellátott termékek újra kaphatók, és őket kiterjedten reklámozzák, a GILLETTE védjegy visszanyerte megkülönböztető képességét.
A védjegyoltalom megszűnhet, ha ezt a védjegy megkülönböztető képességének megszűnésére alapítva kérik. Miután a védjegyoltalom megszűnéséről jogerős határozat születik, a védjegyben foglalt megjelölést bárki szabadon használhatja fajtanévként.

### Védjegyek és fajtanevek feltüntetése lexikonban és más kézikönyvben
„ Ha a védjegynek szótárban, lexikonban, enciklopédiában vagy más kézikönyvben – nyomtatott vagy elektronikus formában – való megjelenítése azt a benyomást kelti, hogy a védjegy az árujegyzékben szereplő áru vagy szolgáltatás fajtaneve, a kiadó a védjegyjogosult kérésére köteles haladéktalanul – nyomtatott művek esetén legkésőbb a következő kiadás alkalmával – feltüntetni, hogy a védjegyet lajstromozták. ”

A szótárakban, lexikonokban, enciklopédiákban (így a Wikipédiában is) bármilyen nyilvános információ szerepelhet, így védjegyszavak is (a védjegyjogosult engedélye nélkül is). Egy példa: a „Renault” cégről információ adható a Renault védjegy jogosultjának engedélye nélkül.
Nem kelthet azonban a megjelent információ olyan benyomást, hogy fajtanévről és nem védjegyszóról van szó. Ezt a benyomást a lexikon stb. akkor kelti – a szerkesztő szándékától függetlenül –, ha a védjegyet úgy tünteti fel, mintha fajtanév lenne (képzeletbeli példák valódi védjegyekkel):
- a „Walkman” címszónál a következő szöveg szerepel: „»walkman« a sétálómagnó szokásos neve” vagy „Ma már a világon sok vállalat gyárt walkmant” stb.
- avagy: „»dzsip«: a négykerék-hajtású járművek gyűjtőneve” vagy „a Land Cruiser a Toyota dzsipje” stb.

Ez a védjegyből képzett egyéb szavakra is vonatkozik: például másokat zavarhat a hangos walkmanozás (vókmenezés) közterületen stb.
(A lexikon szerkesztőjének akkor is figyelemmel kell lennie arra, hogy védjegyszóval van dolga, ha a védjegyszó fajtanévvé válása történetesen előrehaladott stádiumban van, vagyis általában már fajtanévként emlegetik.) 
A fajtanévvé válási folyamatot tehát a lexikon stb. nem támogathatja, a téves fogyasztói tudatot nem erősítheti, ez ellen a védjegyjogosult tiltakozhat és követelheti, hogy a lexikon stb. következő kiadásában helyesen jelenjenek meg a kifogásolt tények. 
E rendelkezés megsértésére hivatkozva a védjegyjogosult polgári bírósághoz fordulhat és követelheti a helyreigazítást.

## Példák fajtanévvé vált védjegyekre

### Védjegyoltalom alatt álló, néha fajtanévként említett nevek
- Teflon – fémtárgyak bevonata, van védjegyjogosult (Du Pont de Nemours, Amerikai Egyesült Államok);
- Jeep – négykerék hajtású járművek – a DaimlerChrysler védjegye;
- Aspirin – gyógyszer, a védjegyjogosult Magyarországon Bayer AG (Németország); néha aszpirinként említik
- Post-It – ragasztós felületű jelzőcédulák, a 3M védjegye
- Túró Rudi – két magyarországi cég ábrás védjegyei
- Walkman – sétálómagnóra a Sony cég védjegye
- Polaroid – a Polaroid Corporationé
- Xerox - a Rank Xerox-é
- Zetor cseh gyártmányú traktorokra

### Magyaros formában köznevesültek
- ABC
- bakelit (a Bakelite márkanévből)
- branül (a Braunüle márkanévből)
- cellux (a Cellux szóvédjegyből)
- celofán (a Cellophane márkanévből)
- cipzár/zipzár (a Zipper márkanévből)
- damil (a Damyl márkanévből)
- dottóvonat (vagy Dotto-vonat, gumi kerekű, városi vonat, az olasz Dotto cég nevéből)
- diktafon (a Dictaphone névből)
- dzsip (a Jeep névből)
- flex (a FLEX-Elektrowerkzeuge cégnévből)
- freon (a Freon márkanévből)
- fridzsider/frigó (a Frigidaire névből)
- frizbi (a Frisbee névből)
- gelka (az egykori Gépipari Elektromos Karbantartó Vállalat, azaz GELKA nevéből)
- gemkapocs/gémkapocs (a Gem Manufacturing Company név alapján)[4]
- gramofon (a Gramophone Company alapján)
- gugli (a Google kereső nevéből)
- heroin (eredetileg márkanév volt)
- héra (a Héra márkanévből)
- hulahopp(karika) (a Hula Hoop névből)
- hungarocell (a Hungarocell márkanévből)
- imbuszkulcs (az Inbus névből)
- kerozin (a Kerosene Gaslight Company névből)
- közért (az egykori Községi Élelmiszer Kereskedelmi Rt., azaz Közért nevéből)
- kuka (a Keller und Knappich Augsburg GmbH német cég nevéből[5])
- legó (a LEGO márkanévből, MHSz. 2007-es kiadása szerint)
- linóleum/linó (a Linoleum márkanévből)
- méh/méh-telep (a MÉH Vállalatok nevéből)
- mirelit (a Mirelite mélyhűtött áruk márkanevéből)
- nejlon/nájlon (a Nylon névből)
- neszkávé (a Nescafe márkanévből)
- plexi (a Plexiglass márkanévből)
- polár (a Polartec névből)
- rotring (a Rotring márkanévből)
- teflon (a Teflon márkanévből)
- teletext (a Teletext névből)
- termosz (a német Thermos GmbH nevéből)
- tixó (a Tixo márkanévből)
- vazelin (a Vaseline márkanévből)
- vim (a VIM márkanévből)
- zsilett/zsilettpenge (a Gilette márkanévből)

### Az eredeti, nem magyar írásmód szerint köznevesültek
- discman (a Discman névből)
- jacuzzi (a Jacuzzi névből)
- matchbox (a Matchbox márkanévből)
- walkman (a Walkman névből)